# Ana Elizalde Urmeneta
Ana María Elizalde Urmeneta (Elizondo, 19 de julio de 1968) es una política española miembro de Unión del Pueblo Navarro que se ha desempeñado como concejala del Ayuntamiento de Pamplona y como diputada del Parlamento de Navarra en la XI legislatura.

## Biografía
Ana Elizalde Urmeneta nació el 19 de julio de 1968 en Elizondo. En 1992 se licenció en Derecho por la Universidad de Navarra. Tras ello, se especializó en Derecho Internacional y Europeo por la Universidad Católica de Lovaina en Louvain-la-Neuve (Bélgica), graduándose en 1994.

### Trayectoria profesional
Fue sudirectora de Juventud del Instituto Navarro de Deporte y Juventud hasta 2003. De 2003 a 2007 fue directora de Educación, Juventud y Deporte del Ayuntamiento de Pamplona.
Desde las elecciones municipales de 2007, es concejala del Ayuntamiento de Pamplona, habiendo revalidado el cargo en las municipales de 2011, 2015 y 2019.
De 2007 a 2011 ejerció la concejalía del Área de movilidad y seguridad ciudadana.
De 2011 a 2015 fue la concejala delegada del Área de Servicios Generales.
De 2015 a 2019 la alcaldía fue para EH Bildu, que pese a ser segunda fuerza logró un acuerdo cuatripartito con Geroa Bai, Aranzadi e Izquierda-Ezkerra que permitió investir a Joseba Asiron como alcalde de Pamplona, por tanto estuvo durante esa legislatura como concejala fuera de la corporación municipal.
Tras las elecciones de 2019 y la vuelta a la alcaldía de UPN (integrado en Navarra Suma), Ana Elizalde fue la teniente de alcalde de Enrique Maya y concejala de Gobierno Estratégico, Comercio y Turismo.
En las elecciones de 2023, en lugar de acudir en las listas al Ayuntamiento de Pamplona como hizo en las 4 ocasiones anteriores (3 por UPN y la última por Navarra Suma), acudió a las elecciones al Parlamento Foral en la lista de UPN, lo cual auguraba un escaño, ya que las encuestas otorgaban entre 11 y 15 escaños a la formación regionalista. Tras los comicios del 28 de mayo, Ana Elizalde Urmeneta fue elegida diputada del Parlamento de Navarra como una de las 15 personas diputadas que obtuvo UPN con 92 392 votos -un 28,01 % del total de votos válidos-.

### Vida personal
Es prima de la rectora de la Universidad de Navarra, María Iraburu Elizalde.